# Södertelge öfre
Södertelge öfre (tidvis även varierande benämnd Södertelge, Öfre Telge och Saltskog) var tidigare den huvudsakliga järnvägsstationen för fjärrtåg i Södertälje i Södermanland och Stockholms län.

## Bakgrund
På grund av Södertäljes kuperade topografi, samt att staden delas av en kanal, har det varit svårt att bygga bra järnvägsförbindelser. Detta till trots är Södertälje en av de största järnvägsknutarna i Sverige. När järnvägen till Södertälje anlades bestämdes det att huvudlinjen inte skulle dras igenom den då omedelbara stadskärnan. Detta medförde bland annat att området Mariekälla, söder om Järnatullen, snabbt fick en detaljplan med framför allt villabebyggelse.
Järnvägsstationen i Södertälje blev Södertelge öfre, vilken ibland även har kallats Öfre Telge. Från början hette den dock endast ”Södertelge” vilket vållade viss förvirring, eftersom stationen på den tiden låg väl utanför staden. Det hela löstes igenom namnbytet till Södertälje öfre. Centralstationen fick namnet Södertelge nedre. År 1887 byttes stationens namn ännu en gång, varvid Södertelge öfre fick namnet Saltskog. Södertelge nedre namnändrades till endast ”Södertelje” 1888, och därefter till Södertälje Central 1926. Båda järnvägsstationerna invigdes i oktober 1860, samtidigt som järnvägen till Stockholm. Järnvägen, som skulle komma att bli den Västra stambanan, drogs sedan vidare söderut mot Katrineholm och Göteborg. 1895 invigdes järnvägen igenom norra Sörmland (Norra Södermanlands Järnväg, NrSlJ), vilket medförde att Södertälje även fick järnvägsförbindelse med Eskilstuna. Södertelge öfre hade från början endast ett enkelt stationshus i trä samt två plattformar. Ett modernare stationshus i sten byggdes 1885.
I oktober 1921 invigdes stationen Södertälje södra i samband med att järnvägen fick en ny dubbelspårig dragning igenom staden. Södertälje södra ersatte den gamla järnvägsstationen i Saltskog, vars stationshus revs 1947 eller eventuellt tidigare. Den röda byggnad som idag finns kvar på platsen är det tidigare stinshuset.

## Trafik
Alla tåg på Västra stambanan av Statens Järnvägar samt tågen på Norra Södermanlands Järnväg passerade stationen. Det fanns även ett par anslutande mindre spår. Resenärer till Södertälje nedre/central/centrum bytte till lokala tåg..
Det fanns även ett anslutande spår som huvudsakligen användes för transport av gods och arbetare till hamnområdena invid Södertelge uthamn station.

## Galleri

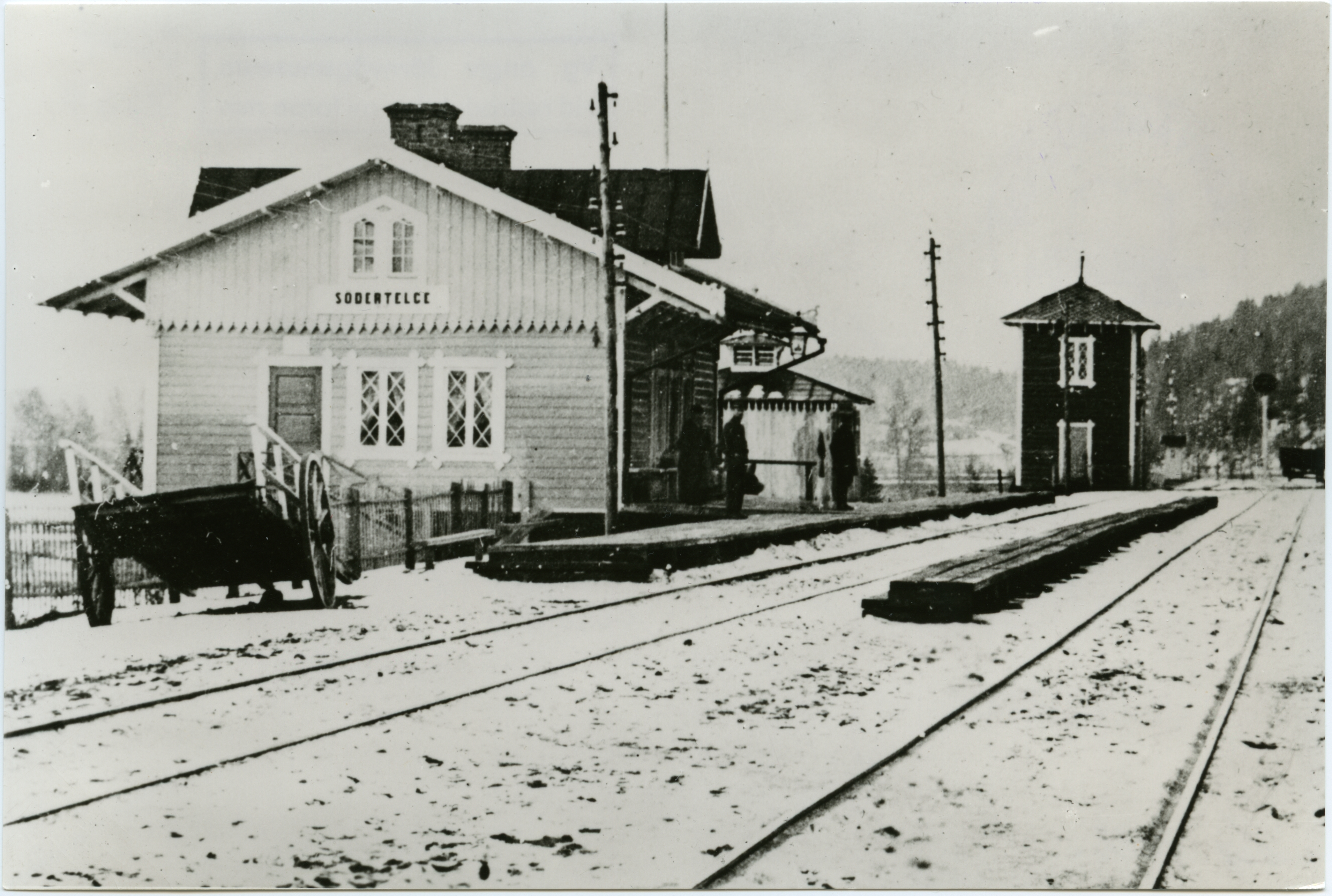
Den ursprungliga stationsbyggnaden var uppförd i trä. Bild från 1870-tal.
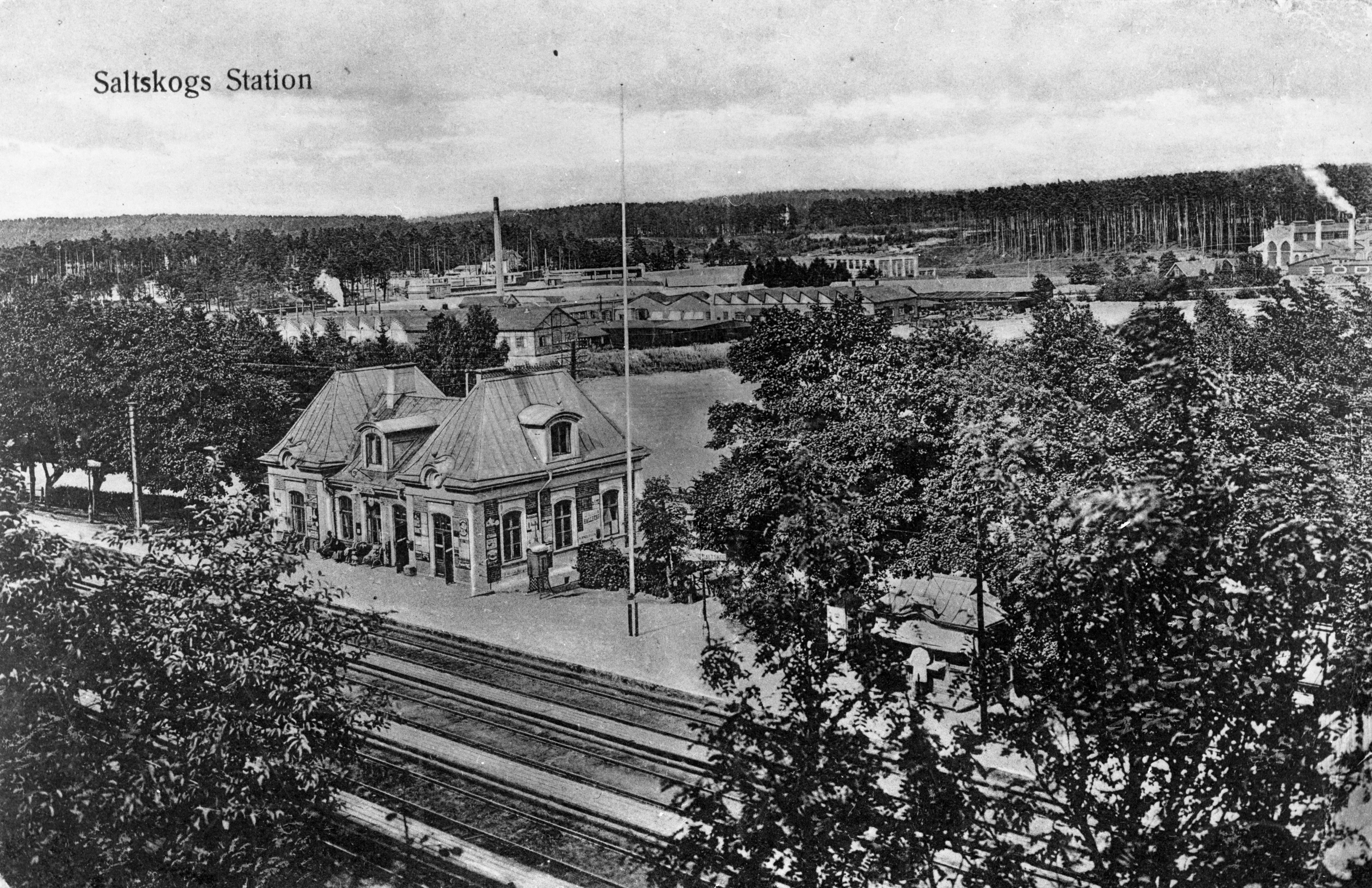
Stationsområdet efter att en modernare stationsbyggnad i sten uppförts 1885. Vabis anläggningar syns i bakgrunden.
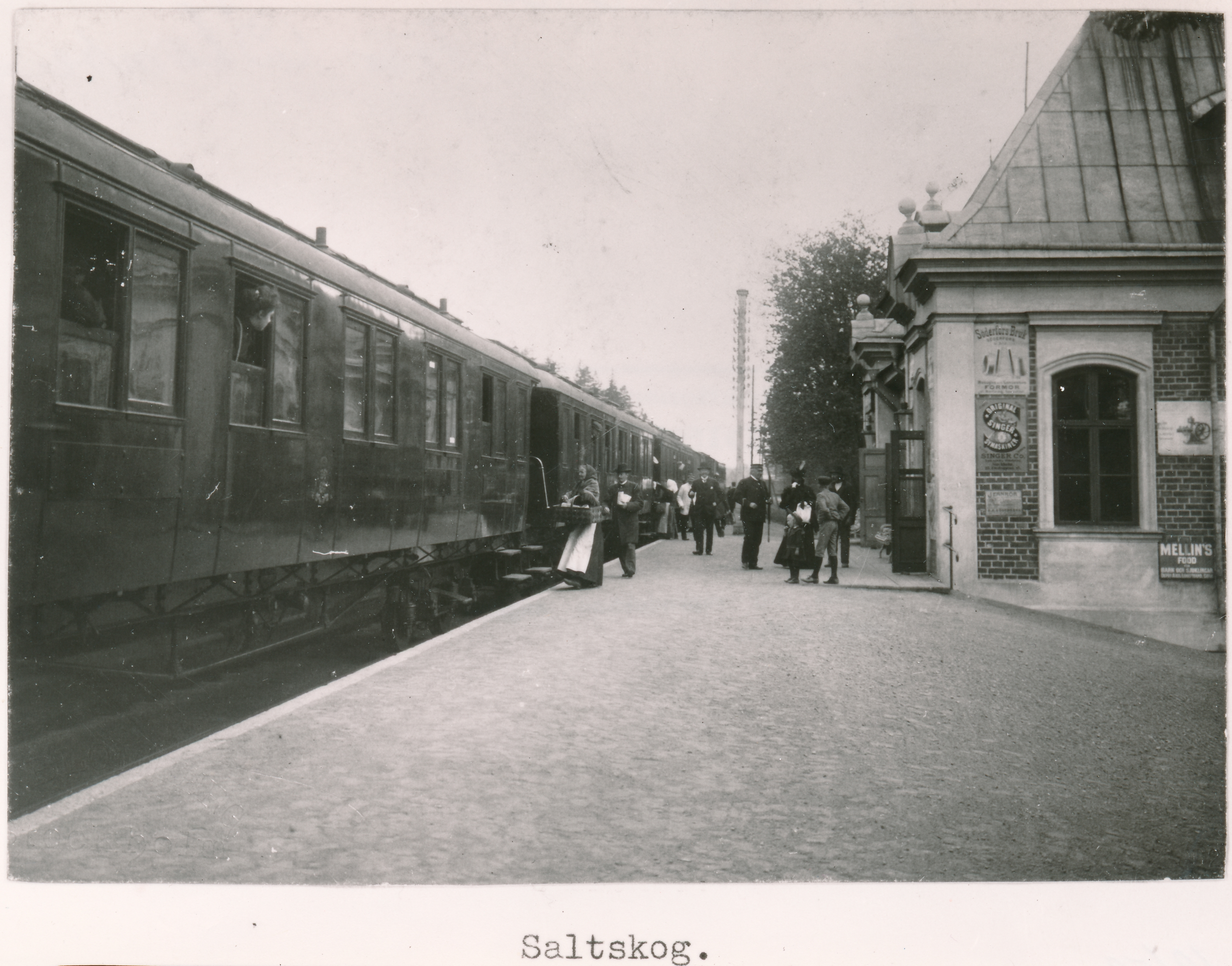
Påstigning under 1910-tal. Notera Kringelgummorna som säljer  Södertäljekringlor vid tåget.